# Tania Cagnotto
Tania Cagnotto (Bolzano, 1985. május 15. –) olasz műugró, olimpikon. A 2016. évi nyári olimpiai játékokon ezüst- és bronzérmet szerzett.

## Élete
1985-ben született Bolzanóban. A 2000-es évek közepén indult be sportolói pályája. Számos díjat szerzett.
A Rio de Janeiróban megrendezett 2016. évi nyári olimpiai játékokon is részt vett, ahol egy ezüstöt és egy bronzérmet szerzett.

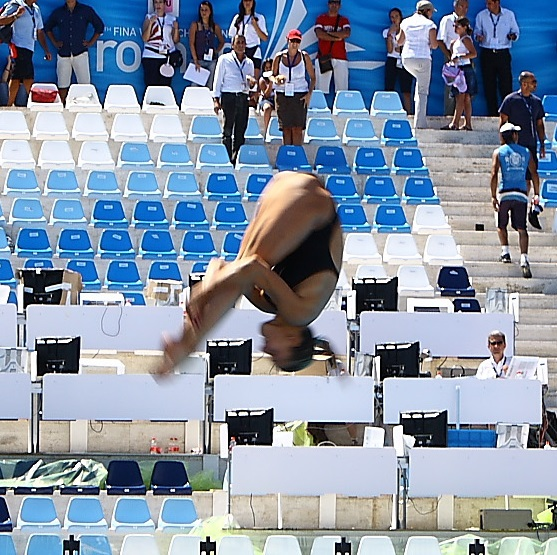
2009-ben

## Fordítás
- Ez a szócikk részben vagy egészben  a   Tania Cagnotto című olasz Wikipédia-szócikk ezen változatának fordításán alapul.  Az eredeti cikk szerkesztőit annak laptörténete sorolja fel. Ez a jelzés csupán a megfogalmazás eredetét és a szerzői jogokat jelzi, nem szolgál a cikkben szereplő információk forrásmegjelöléseként.
- Ez a szócikk részben vagy egészben  a   Tania Cagnotto című angol Wikipédia-szócikk ezen változatának fordításán alapul.  Az eredeti cikk szerkesztőit annak laptörténete sorolja fel. Ez a jelzés csupán a megfogalmazás eredetét és a szerzői jogokat jelzi, nem szolgál a cikkben szereplő információk forrásmegjelöléseként.